# Nadja レーベル
Nadja レーベル（ナジャ レーベル）は、1973年にトリオレコード内に設立されたジャズ・ミュージシャンが自主制作した音源をレコード化するレーベルとして発足したものである。1979年まで存続し、76枚のアルバムをリリースした。

## 設立の経緯
1973年、トリオレコード（トリオ株式会社レコード事業部）内に大熊隆文事業部長、稲岡邦彌（洋楽課長、共に当時）によって設立されたレーベル。Nadjaというレーベル名は、1928年に発表されたフランスのシュルレアリスム作家アンドレ・プルトンの小説『ナジャ』に登場する ”自由奔放な精神と能力の持ち主” であった主人公ナジャにならって名付けられた。Nadjaのロゴに付されたキャッチフレーズ a label open to independent products by musicians が示すように、ミュージシャン自身の手によって自主制作された音源の発表の場であった。
きっかけは、鹿児島でジャズ・クラブ「パノニカ」を経営する中山信一郎から持ち込まれたピアニスト菅野邦彦の鹿児島でのライヴ録音。ライヴで実力を発揮する菅野の強烈にドライヴする熱演が捉えられていたが音源はカセットテープ。ステレオメーカー TRIOのソフト部門であるトリオレコードから発売されるレコード（当時）はサウンドクオリティの良さを身上とする。

## Nadjaを象徴するアルバム
考えあぐねた末に大熊と稲岡がたどり着いた結論が専用のレーベルを興すことだった。菅野邦彦の『Live!』(PA-6021) は、1975年に同じく中山信一郎が録音した渋谷毅の『Dream』(PA-7127) とともに長らく彼らの代表作として自他共に認められていた。
レコードがメディアであった当時はレコード協会に加盟するいわゆる「メジャー」以外は工場でプレスを受け付けてもらえず、Nadjaの存在価値は内外で認められ、CDが登場するまで50作前後のアルバムがNadjaからリリースされた。沖至の代表作の１枚と目される『しらさぎ』(PA-1974)、豊住芳三郎の『メッセージ・トゥ・シカゴ』(PA-3162)、『高木元輝＆加古隆／日本館コンサート』(PA-3160)も初出はNadja である。阿部薫の『彗星パルティータ』(PA-6137-38) を含めてNadjaが70年代の日本のフリージャズの諸相を記録した側面も見逃せないだろう。
異色はピアニスト福居良のアルバム『シーナリー』だ。福居のピアノに惚れ込んだ当時のトリオレコード札幌営業所の伊藤正孝所長が福井と共同制作、1976年にNadjaからレコードでリリース、40年近く経ってヨーロッパで人気が爆発、レーベルを変えてLPやCDで再発が繰り返されている。

## Nadjaの終息とNadja21としての復活
なお、役目を終えて一旦は終息した Nadjaレーベルだったが、2020年、稲岡邦彌によってキング・インターナショナル（KI社）をディストリビューターとしてNadja21として復活、阿部薫の『東北セッションズ』や菊地雅章グレート・トリオのCDやLP、SACDなどをリリースしたが2025年5月KI社の廃業に伴い、ディストリビューターをディスクユニオンに変え、継続することになった。